# Hart Bochner
Pour les articles homonymes, voir Bochner.
Hart Bochner est un acteur, réalisateur, scénariste et producteur canadien, né le 3 octobre 1956 à Toronto (Canada). Il est le fils de l'acteur Lloyd Bochner.

## Filmographie

### comme acteur
- 1977 : L'Île des adieux (Islands in the Stream) : Tom
- 1979 : La Bande des quatre (Breaking Away) : Rod
- 1980 : Haywire (TV) : William 'Bill' Hayward
- 1980 : Le Monstre du train (Terror Train) : Doc Manley
- 1981 : À l'est d'Éden ("East of Eden") (feuilleton TV) : Aron Trask
- 1981 : Riches et Célèbres (Rich and Famous) : Christopher "Chris" Adams
- 1982 : Callahan (série TV) : Callahan
- 1982 : Having It All (TV) : Jess Enright
- 1984 : Supergirl : Ethan
- 1984 : Attention délires ! (The Wild Life) : David
- 1984 : Le Soleil se lève aussi (The Sun Also Rises) (TV) : Jake Barnes
- 1987 : Et la femme créa l'homme parfait (Making Mr. Right) : Don
- 1988 : Apartment Zero : Jack Carney
- 1988 : Piège de cristal (Die Hard) de John McTiernan : Harry Ellis
- 1988 : Les Orages de la guerre (War and Remembrance) (feuilleton TV) : Byron Henry
- 1989 : Fellow Traveller (TV) : Clifford Byrne
- 1990 : Teach 109 (TV) : Dr. Bonner
- 1990 : Monsieur Destinée (Mr. Destiny) de James Orr : Niles Pender
- 1991 : And the Sea Will Tell (TV) : Buck Walker
- 1992 : Mad at the Moon : Miller Brown
- 1993 : Le Domaine de la peur (Complex of Fear) (TV) : Ray Dolan
- 1993 : L'Innocent (The Innocent) : Russell
- 1993 : Batman contre le fantôme masqué (Batman: Mask of the Phantasm) : City Councilman Arthur Reeves (voix)
- 1995 : La Croisée des destins (en) (Children of the Dust) (TV) : Shelby Hornbeck
- 1998 : Bulworth de Warren Beatty : Hugh Waldron, Bulworth's Political Opponent
- 1998 : Point de rupture (Break Up) : Frankie Dade
- 1999 : Ma mère, moi et ma mère (Anywhere But Here) : Josh Spritzer
- 2000 : Urban Legend 2 : Coup de grâce (Urban Legends: Final Cut) : Professor Solomon
- 2001 : Investigating Sex
- 2001 : Silicon Follies (TV)
- 2001 : Speaking of Sex : Felix
- 2001 : Le Piège d'une liaison (Say Nothing) : Matt Needham
- 2002 : Appel au meurtre (Liberty Stands Still) : Hank Wilford
- 2003 : Once Around the Park (TV) : Nick Wingfield
- 2004 : Mon enfant à tout prix (Baby for Sale) (TV) : Steve Johnson
- 2009 : Toy Boy : Will

### comme réalisateur
- 1992 : The Buzz (+scénariste et producteur)
- 1994 : PCU
- 1996 : Prof et Rebelle (High School High, titre québécois L'École, c'est secondaire)